# Economía de Croacia

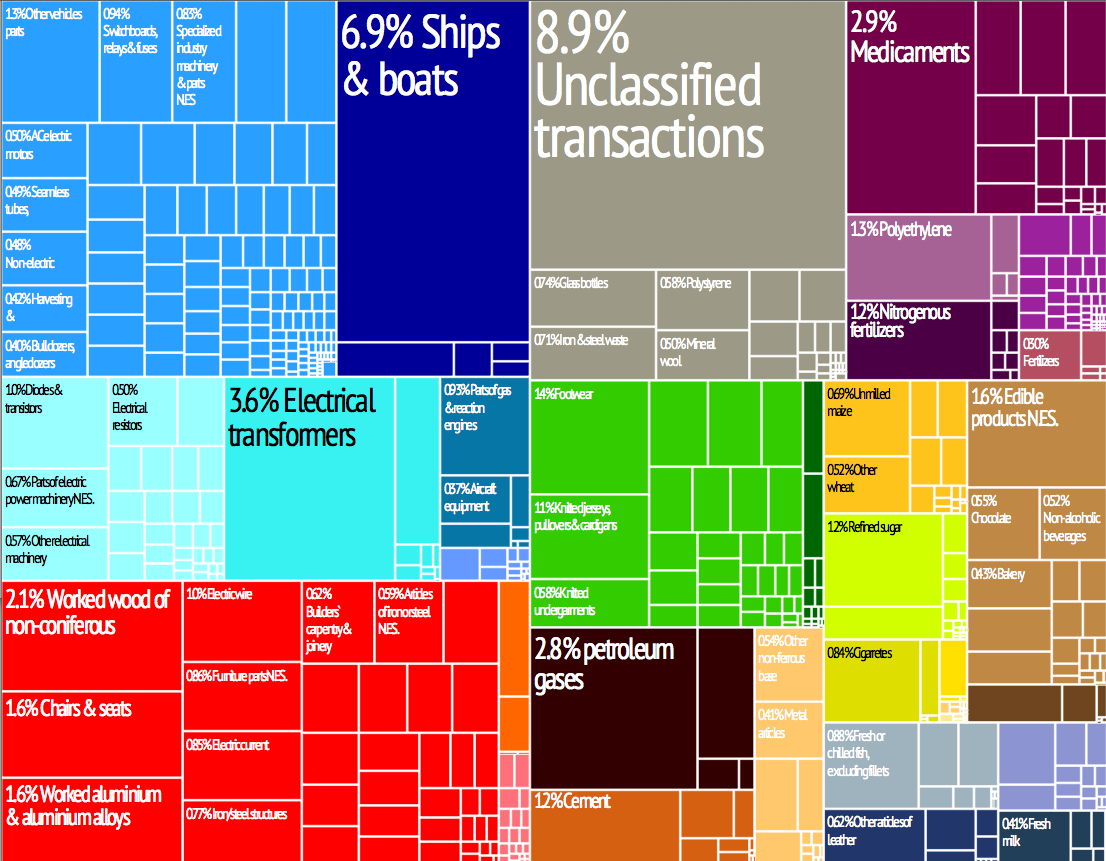
Cuadro indicativo sobre las exportaciones de Croacia.

Croacia posee una economía post comunista basada principalmente en el sector servicios, algunas industrias ligeras, y la industria química; posee también grandes astilleros de barcos comerciales. El turismo es una importante fuente de ingresos. Junto a la República de Eslovenia, eran las naciones más industrializadas y avanzadas de la antigua República Federal de Yugoslavia. Los principales socios comerciales de Croacia son Italia y Alemania.

## Generalidades
Croacia posee una economía post comunista basada principalmente en varios servicios y algunas industrias ligeras, como la industria química. Asimismo, gozan de fama mundial sus grandes astilleros de barcos comerciales que son adquiridos por un gran número de países. El turismo es una importante fuente de ingresos. El ingreso de turistas anuales supera con creces a la población croata.
Es una economía que se encuentra muy cerca del pleno desarrollo según el Foro Económico Mundial.
Junto con la República de Eslovenia, eran y siguen siendo las naciones más industrializadas y avanzadas de la antigua República Federal de Yugoslavia. Los principales socios comerciales de Croacia son Italia y Alemania, con los cuales realiza intercambios comerciales que suman más del 20 % de su PIB.
Croacia comenzó a recibir ayudas de los fondos PHG de pre-adhesión a la Unión Europea en 2003 y al cierre de este año sumaban 420 millones de euros. Estas ayudas se han destinado principalmente a reforzar las políticas de modernización del gobierno, como puede ser la reestructuración industrial, mecanización agrícola y política financiera. El PIB de Croacia se estima que crezca en un 4,4 % en 2006, dos puntos sobre la media de crecimiento de la UE; pero deben citarse los problemas constantes en la política interna de gobierno, que no ha sido capaz de solucionar el gran problema de la excesiva fuga de talentos; que emigra a países como Alemania y Canadá ante la falta de oportunidades, y que en las regiones costeras de Iliria y Dalmacia, en donde su mano de obra solo labora durante las vacaciones de verano europeas, que son de cinco meses al año ven cómo sus dividendos decaen rápidamente por falta de estímulos importantes al sector turístico, y esta región en especial se ha visto fuertemente golpeada por las sucesivas crisis financieras a nivel global; con un desempleo oficialmente situado en un 12 %, y en donde las cifras extraoficiales hablan de hasta un 30 %, situación que tiene al borde de la desesperación a toda la industria turística en la región; ya que ante la caída de los ingresos de países vecinos como Eslovenia y Serbia se reducen los turistas, más aún de la nueva competencia de otros países como Montenegro y Macedonia del Norte, con gran potencial en la industria turística de los Balcanes. El 9 de diciembre de 2011 en la cumbre de Marsella, Croacia firmó el tratado de adhesión a la Unión Europea que será efectivo el uno de julio de 2013.

## Comercio exterior

### Importaciones
Se presenta a continuación una tabla con los principales países exportadores hacia Croacia para el periodo 2010-2014. Las cifras expresadas son en dólares estadounidenses valor FOB.

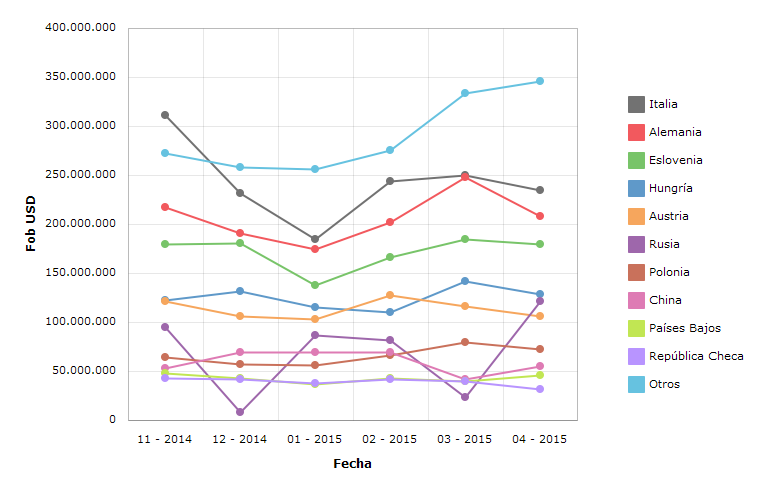
Importaciones del periodo noviembre de 2014-abril de 2015 medidas en valor FOB.

| Fecha País exportador | 2010           | 2011           | 2012          | 2013           | 2014           |
| --------------------- | -------------- | -------------- | ------------- | -------------- | -------------- |
| Italia                | 2.751.908.928  | 3.083.496.289  | 1.168.013.425 | 2.654.944.462  | 3.401.431.746  |
| Alemania              | 2.590.196.967  | 2.951.365.612  | 1.305.213.376 | 2.540.881.829  | 2.724.733.018  |
| Eslovenia             | 1.895.393.422  | 2.174.982.791  | 984.428.846   | 2.053.923.690  | 2.360.439.526  |
| Austria               | 1.457.934.547  | 1.502.171.570  | 660.781.891   | 1.277.859.665  | 1.471.988.510  |
| Hungría               | 1.174.039.354  | 1.405.590.368  | 828.080.341   | 1.463.064.411  | 1.416.020.757  |
| China                 | 1.025.323.200  | 1.268.232.413  | 1.019.640.262 | 925.089.535    | 722.106.532    |
| Rusia                 | 1.022.547.442  | 856.541.463    | 364.090.495   | 1.214.253.294  | 1.274.750.193  |
| Polonia               | 604.846.150    | 747.951.874    | 336.072.000   | 676.449.118    | 821.620.146    |
| Países Bajos          | 677.611.690    | 684.836.274    | 304.680.616   | 513.363.867    | 548.787.106    |
| República Checa       | 447.412.444    | 476.418.164    | 224.356.549   | 420.870.788    | 520.712.065    |
| Resto del mundo       | 3.197.677.275  | 3.790.176.471  | 2.379.178.833 | 3.357.517.380  | 3.431.980.602  |
| Total                 | 16.844.891.420 | 18.941.763.291 | 9.574.536.635 | 17.098.218.038 | 18.694.570.200 |

### Exportaciones
Se presenta a continuación una tabla con los principales destinos de las exportaciones de Croacia para el periodo 2010-2014. Las cifras expresadas son en dólares estadounidenses valor FOB.

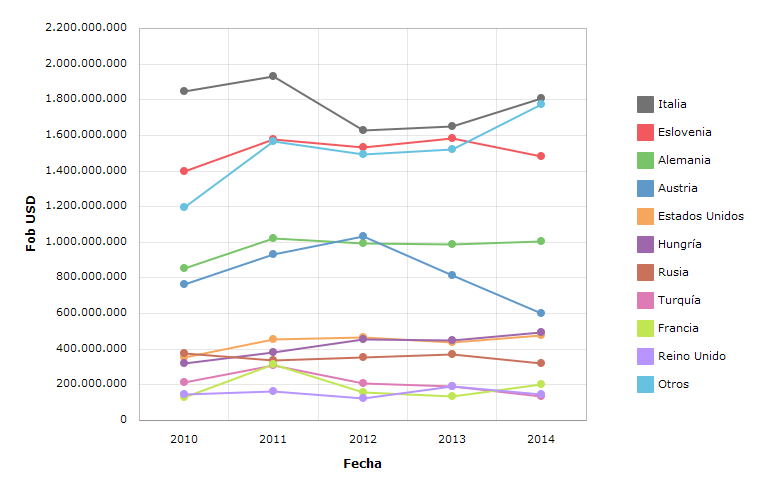
Exportaciones del periodo 2010-2014 medidas en valor FOB.

| Fecha País importador | 2010          | 2011          | 2012          | 2013          | 2014          |
| --------------------- | ------------- | ------------- | ------------- | ------------- | ------------- |
| Italia                | 1.848.097.825 | 1.932.134.579 | 1.626.480.099 | 1.649.835.766 | 1.808.417.922 |
| Eslovenia             | 1.398.306.943 | 1.575.259.130 | 1.533.114.522 | 1.584.151.787 | 1.480.591.298 |
| Alemania              | 851.914.931   | 1.019.270.864 | 995.793.881   | 988.786.228   | 1.006.599.939 |
| Austria               | 765.807.542   | 929.187.930   | 1.034.478.804 | 812.582.261   | 602.241.575   |
| Estados Unidos        | 351.203.317   | 456.065.181   | 463.356.547   | 437.330.470   | 476.141.384   |
| Hungría               | 320.889.192   | 380.906.671   | 456.129.963   | 449.463.229   | 491.537.014   |
| Rusia                 | 375.866.761   | 339.245.271   | 351.755.636   | 370.867.894   | 322.120.416   |
| Turquía               | 211.348.175   | 310.951.979   | 209.760.256   | 193.262.031   | 136.889.295   |
| Francia               | 130.833.174   | 314.125.790   | 155.340.576   | 137.497.438   | 200.290.379   |
| Reino Unido           | 146.263.479   | 160.879.555   | 123.497.827   | 191.701.451   | 147.145.337   |
| Resto del mundo       | 1.198.152.169 | 1.565.426.791 | 1.495.136.478 | 1.518.943.188 | 1.771.749.596 |
| Total                 | 7.598.683.507 | 8.983.453.742 | 8.444.844.590 | 8.334.421.741 | 8.443.724.155 |

Croacia le exportó principalmente a su periferia en Europa y países tales como Turquía y Rusia y Estados Unidos.